# جون مولدر
جون مولدر (بالإنجليزية: John Mulder)‏ هو سياسي أمريكي، ولد في 22 مارس 1865، وتوفي في 9 ديسمبر 1941. حزبياً، نشط في الحزب الجمهوري. وقد انتخب عضو جمعية ولاية ويسكونسن.